# 全国高校生観光プランコンテスト
全国高校生観光プランコンテスト（ぜんこくこうこうせいかんこうプランコンテスト）は、2009年から2015年まで開催されていた、日本の高等学校及び特別支援学校高等部在籍生を参加対象とした、「地域観光プラン」を競う全国大会である。ここでは、事実上の後継大会として2016年から開催されている全国高等学校観光選手権大会（ぜんこくこうとうがっこうかんこうせんしゅけんたいかい）についても述べる。これらの通称は基本的に「観光甲子園」であるが、後述のように「観光選手権」が用いられた年もある。

## 概要
全国高校生観光プランコンテスト（通称「観光甲子園」）では、全国の高等学校から応募される観光プランが、書類審査により10校のプランに絞られ、それらは本選への出場権を得ていた。本選では各校によるプレゼンテーションがなされ、受賞校が決定されていた。2009年の第1回大会から2014年の第6回大会までは、観光文化学部を有する神戸夙川学院大学（兵庫県神戸市）が共催し、本選は同学で開催された。文部科学大臣賞および観光庁長官賞がグランプリとされていた。
2015年の第7回大会は、神戸夙川学院大学の閉学に伴い追手門学院大学（大阪府茨木市）が共催し、本選は同学で開催された。文部科学大臣賞および観光庁長官賞がグランプリとされていた。この大会は、募集段階では「観光甲子園」を通称として用いていたものの、その登録商標（第5236313号、第5253176号）が神戸夙川学院大学を運営していた学校法人夙川学院にあるため、本選以降は公式サイトの過去の記録も含めてこの名称は使用されなかった。その後、全国高校生観光プランコンテストは第7回大会をもって中止とすることが発表された。
2016年からは、事実上の後継として「全国高等学校観光選手権大会」が開催されている。共催は神戸山手大学で、決勝大会を神戸ハーバーホールで開き、観光庁長官賞をグランプリとしている。2016年の大会は、前述の商標権の兼ね合いで通称として当初は「観光甲子園」を使用できず「観光選手権2016」とした。しかし、2017年の大会では学校法人夙川学院の協力によって「観光甲子園」の使用が可能となった。そのため、大会の回数を全国高校生観光プランコンテストから引き継いで前年の大会を第8回と位置づけ、2017年の大会は「第9回観光甲子園」として開催された。

## 審査基準
2015年の第7回大会では、下記が審査基準とされた。
1. 地域の魅力が盛り込まれたプランになっているか
2. 斬新な観光プランになっているか
3. 来訪者にとって魅力ある観光プランになっているか
4. 企画に説得力があるか
5. プレゼンテーション力　（本選のみ）

2017年の第9回大会では、下記が審査基準とされた。
1. わくわく感があり、期待を抱かせるか
2. ターゲットが明確で、集客できるか
3. 繰り返し参加したくなるか
4. 地域の課題の解消、地域貢献につながるか
5. 世界へアピールする力があり、外国人にも対応できるか

## 歴代の成績
| 回数  | 開催年 | 「文部科学大臣賞」受賞校   | 「観光庁長官賞」受賞校     |
| ----- | ------ | -------------------------- | -------------------------- |
| 第1回 | 2009年 | 島根県立隠岐島前高等学校   | 横浜市立みなと総合高等学校 |
| 第2回 | 2010年 | 山形県立置賜農業高等学校   | 松江市立女子高等学校       |
| 第3回 | 2011年 | 北海道富良野緑峰高等学校   | 広島県立油木高等学校       |
| 第4回 | 2012年 | 松江市立女子高等学校       | 山形県立鶴岡中央高等学校   |
| 第5回 | 2013年 | 鳥取県立智頭農林高等学校   | 愛知県立愛知商業高等学校   |
| 第6回 | 2014年 | 山形県立鶴岡中央高等学校   | 宮城県農業高等学校         |
| 第7回 | 2015年 | 青森県立名久井農業高等学校 | 京都府立桂高等学校         |

| 回数   | 開催年 | 「観光庁長官賞」受賞校     | 「金賞」受賞校             |          |
| ------ | ------ | -------------------------- | -------------------------- | -------- |
| 第8回  | 2016年 | 京都府立桂高等学校         | 青森県立名久井農業高等学校 |          |
| 第9回  | 2017年 | 青森県立名久井農業高等学校 | 清風南海高等学校           |          |
| 回数   | 開催年 | 「グランプリ」受賞校       | 「金賞」受賞校             | 部門     |
| 第10回 | 2018年 | 福山市立福山高等学校       | 賞制定前につき無し         | 海外部門 |
| 第10回 | 2018年 | 愛媛県立土居高等学校       | 東京都立大島高等学校       | 訪日部門 |

| 回数  | 開催年 | インバウンド部門「グランプリ」受賞校 | アウトバウンド部門「グランプリ」受賞校 |
| ----- | ------ | ------------------------------------ | -------------------------------------- |
| 第1回 | 2019年 | 浜松学芸中学校高等学校               | 鳥取県立鳥取西高等学校                 |

## 開催者

### 第1回～第6回

#### 主催
- 「観光甲子園」大会組織委員会

#### 共催
- 神戸夙川学院大学

### 第7回
「第7回全国高校生観光プランコンテスト」として開催されたが、募集の段階では「第7回観光甲子園」と表現されていた。

#### 主催
- 「観光プランコンテスト」大会組織委員会[13]

#### 共催
- 追手門学院大学

#### 協力
- 神戸山手大学

### 第8回
「2016年全国高等学校観光選手権大会」（愛称：「観光選手権2016」）として開催された。

#### 主催
- 「全国高等学校観光選手権大会」組織委員会

#### 共催
- 神戸山手大学（現代社会学部）

### 第9回
「第9回観光甲子園」として開催された

#### 主催
- 全国高等学校観光選手権大会組織委員会

#### 共催
- 神戸山手大学（現代社会学部）